# Novo Oriente
Novo Oriente is een gemeente in de Braziliaanse deelstaat Ceará. De gemeente telt 28.703 inwoners (schatting 2009).
De gemeente grenst aan Crateús, Independência, Quiterianópolis, Assunção do Piauí en São Miguel do Tapuio.